# Hervormde kerk (Sas van Gent)

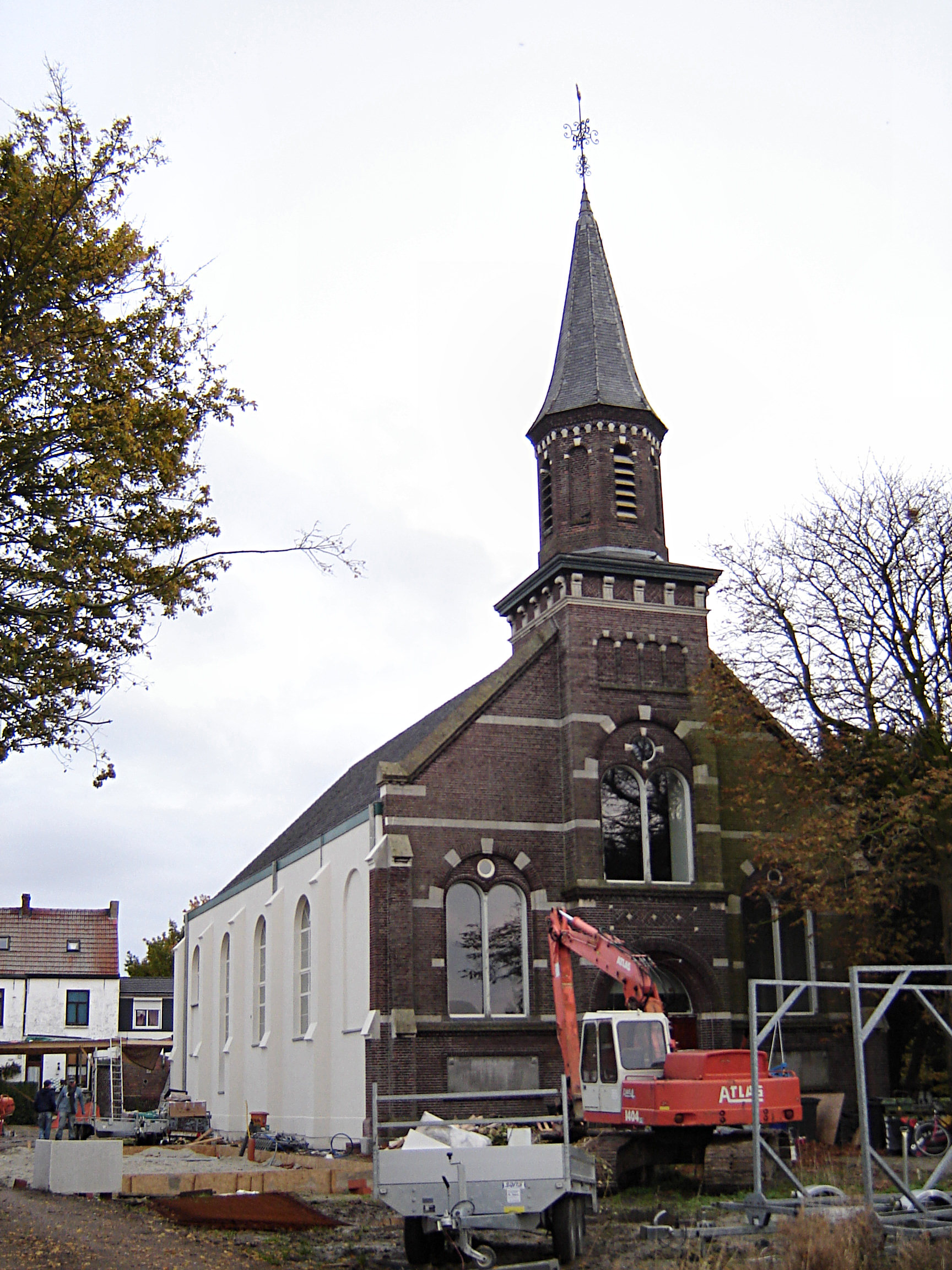
Hervormde kerk

De hervormde kerk is een voormalig kerkgebouw in de tot de Zeeuwse gemeente Terneuzen behorende plaats Sas van Gent, gelegen aan Oostkade 14.

## Geschiedenis
In 1648 werd op deze plaats een hervormd kerkgebouw gebouwd, in de vorm van een kruiskerk in classicistische stijl, met een achthoekig koepeltorentje op de viering. Deze kerk werd in 1658 in gebruik genomen. In 1747 werd de kerk getroffen tijdens de belegering van het stadje door de Fransen. De kerk brandde af en werd van 1750 tot 1752 herbouwd door David van Stolk; hij kreeg een grondplan in de vorm van een Grieks kruis. Het ontwerp herinnerde sterk aan dat van de door Adriaan Dortsman ontworpen Oosterkerk in Amsterdam (1669-1671).
In 1896 werd dit gebouw opnieuw door brand verwoest. Van de inventaris kon niets worden gered vanwege het vloeibare lood dat naar beneden viel. In 1898 kwam een nieuwe kerk gereed op dezelfde plaats. Deze had aanvankelijk een houten toren, maar in 1907 werd deze door een stenen toren vervangen.
Begin 20e eeuw werd de kerk onttrokken aan de eredienst en verkocht. Tegenwoordig (2018) is er een reclamebureau in gevestigd.

## Gebouw
Het is een zaalkerkje onder zadeldak met ingebouwde vierkante toren, waarop een achthoekige bakstenen lantaarn met spits.